# Maevia debilis
Maevia debilis är en spindelart som beskrevs av Christoph Gottfried Andreas Giebel 1863. Maevia debilis ingår i släktet Maevia och familjen hoppspindlar. Inga underarter finns listade i Catalogue of Life.